# Sky Airlines
Sky Airlines er et flyselskab fra Tyrkiet. Selskabet har hub og hovedkontor på Antalya Lufthavn ved byen Antalya. Sky Airlines blev etableret i 2000 og er ejet af den tyrkiske turistkoncern Kayi Group.
Selskabet havde i november 2011 en flåde på tretten fly og producerede udelukkende charterflyvninger.

## Historie
Sky Airlines blev etableret i efteråret 2000 og 14. april 2001 startede selskabet med de første kommercielle flyvninger. Dette skete med 2 eksemplarer af Boeing 737-400 fly.
I 2010 begyndte Sky som den niende selskab at flyve regulære indenrigsruter i Tyrkiet. Selskabet nåede at etablerer ruter til 10 tyrkiske byer fra hub'en og på Antalya Lufthavn. 1. august 2011 blev ruteflyvningen igen indstillet, og selskabet fokuserede derefter udelukkende på charterflyvninger. Rutenetværket er til omkring 50 europæiske destinationer, fra lufthavnen ved den tyrkiske solkyst, der udover Antalya også var Dalaman Lufthavn og Milas-Bodrum Lufthavn.

## Flyflåde
Sky Airlines flåde består af tretten fly med en gennemsmitsalder på 13.3 år. (december 2011):
- 3 Airbus A320-200
- 1 Airbus A321-200
- 4 Boeing 737-400
- 3 Boeing 737-800
- 2 Boeing 737 Next Generation